# Romolo Carboni
Romolo Carboni (* 9. Mai 1911 in Fano, Provinz Pesaro und Urbino, Italien; † 2. September 1999, ebenda) war ein italienischer Geistlicher, römisch-katholischer Erzbischof und vatikanischer Diplomat.

## Leben
Romolo Carboni empfing am 31. März 1934 die Priesterweihe für das Bistum Fano. Papst Pius XII. verlieh ihm am 6. Dezember 1949 den Ehrentitel Hausprälat Seiner Heiligkeit.
Am 28. September 1953 ernannte ihn Papst Pius XII. zum Titularerzbischof von Sidon und bestellte ihn zum Apostolischen Delegat in Australien. Die Bischofsweihe spendete ihm der Präfekt der Kongregation für die Verbreitung des Glaubens, Pietro Kardinal Fumasoni Biondi, am 25. Oktober desselben Jahres in der Kapelle des Kollegs der Kongregation; Mitkonsekratoren waren Antonio Samorè, Kurienbischof und späterer Kardinal, und Vincenzo Del Signore, Bischof von Fano.
Am 2. September 1959 wurde er von Papst Johannes XXIII. zum Apostolischen Nuntius in Peru ernannt. Er nahm an allen vier Sitzungsperioden des Zweiten Vatikanischen Konzils als Konzilsvater teil. Papst Paul VI. ernannte ihn am 24. April 1969 zum Apostolischen Nuntius in Italien.
Kurz vor dem Erreichen der Altersgrenze nahm Papst Johannes Paul II. am 19. April 1986 seinen Rücktritt an.

## Ehrungen
- 1972: Großkreuz des Verdienstordens der Italienischen Republik